# Косян, Вагаршак Арамович
Варшагак Арамович Косян — военный и политический деятель Абхазии.
Его семья была родом из Орду и стала беженцем в Абхазии во время геноцида армян.[1] Он был первым секретарем Гагрского комсомола в советский период.[2]
Во время войны в Абхазии Косян организовал создание армянского мотопехотного батальона «Баграмян» в составе абхазской армии. Президент Абхазии Владислав Ардзинба похвалил его за боеспособность. За свои заслуги Косян был награжден званием Героя Абхазии, орденом Леона и медалью «За отвагу».
После войны работал в экономике. Косян был трижды избран депутатом районного собрания Гагры и является бывшим заместителем спикера Народного собрания Абхазии.